# Microbotryum dianthorum
Microbotryum dianthorum är en svampart som först beskrevs av Liro, och fick sitt nu gällande namn av H. Scholz & I. Scholz 1988. Microbotryum dianthorum ingår i släktet Microbotryum och familjen Microbotryaceae.   Inga underarter finns listade i Catalogue of Life.